# Beppie van den Bogaerde
Elizabeth Marie (Beppie) van den Bogaerde (Amsterdam, 19 februari 1953) is emeritus hoogleraar Nederlandse Gebarentaal aan de Universiteit van Amsterdam en was van 2007 tot 2019 lector Dovenstudies aan de Hogeschool Utrecht. In 2019 ging zij met emeritaat.

## Biografie
Van den Bogaerde voltooide de opleiding Tolk/Vertaler Engels-Nederlands in 1973 en de tweedegraads lerarenopleiding Engels in 1983. Later studeerde zij Algemene Taalwetenschap aan de Universiteit van Amsterdam, waar ze haar masterdiploma behaalde in 1989 en promoveerde in 2000 met haar proefschrift getiteld Input and Interaction in Deaf Families.
Sinds 1997 werkte Van den Bogaerde bij de Faculteit Educatie van de Hogeschool Utrecht, waar zij de bacheloropleiding Leraar/Tolk NGT en masteropleiding Dovenstudies/Leraar NGT mede heeft opgezet, later hernoemd naar Instituut voor Gebaren, Taal & Dovenstudies. Van 2007 t/m 2019 was ze lector Dovenstudies; eind oktober 2008 hield ze haar Openbare Les. Ze leidde een onderzoeksgroep en coördineerde onderzoek naar Dovencultuur, lesgeven in en vertalen van en naar Nederlandse Gebarentaal (NGT).
Naast haar lectoraatschap was Van den Bogaerde van 1 november 2013 tot juni 2019 hoogleraar Nederlandse Gebarentaal aan de Universiteit van Amsterdam. Haar oratie vond plaats op 9 oktober 2014 en gaf een samenvatting van de stand van zaken omtrent NGT. Het was de eerste oratie ooit die in NGT werd gehouden. Ze richt zich in haar onderzoek met name op eerste- en tweedetaalverwerving, bimodale tweetaligen (mensen die tweetalig zijn in gesproken en gebarentaal) en NGT als tweede taal. 
In samenwerking met onderzoekers uit verschillende Europese landen heeft Van den Bogaerde in de periode 2012-2015 gewerkt aan een project om het Europees Referentiekader aan te passen voor gebarentalen.
Bij de Provinciale Statenverkiezingen van 2023 stond Van den Bogaerde voor Volt op plek 4 in Noord-Holland. Ze kreeg 4035 stemmen. Na de verkiezingen werd ze duo-commissielid. Op 2 juni 2025 werd ze tijdelijk Statenlid, vanwege de gezondheidstoestand van Volt-fractievoorzitter Maik de Weerdt.